# Kiss Symphony: Alive IV
Kiss Symphony: Alive IV es un disco en vivo de la banda de hard rock Kiss, sacado al mercado en el año 2003, contando con la participación de la Orquesta Sinfónica de Melbourne. Los arreglos fueron hechos por David Campbell, quien es el director de la orquesta. Es la cuarta entrega en vivo de la agrupación.

## Lista de canciones
Act 1: Electric
1. "Deuce" (Gene Simmons)
2. "Strutter" (Paul Stanley, Simmons)
3. "Let Me Go, Rock n' Roll" (Simmons, Stanley)
4. "Lick It Up" (Vincent, Stanley)
5. "Calling Dr. Love" (Simmons)
6. "Psycho Circus" (Stanley)

Act 2: Acoustic Set with the MSO Ensemble
1. "Beth" (Criss, Ezrin, Penridge)
2. "Forever" (Stanley, Bolton)
3. "Goin' Blind" (Simmons, Stephen Coronel)
4. "Sure Know Something" (Stanley)
5. "Shandi" (Stanley, Poncia)

Act 3: Electric with the MSO Ensemble
1. "Detroit Rock City" (Stanley, Ezrin)
2. "King of the Night Time World" (Kim Fowley, Mark Anthony, Stanley)
3. "Do You Love Me" (Stanley, Ezrin, Fowley)
4. "Shout It Out Loud" (Stanley, Simmons, Ezrin)
5. "God of Thunder" (Simmons, Stanley)
6. "Love Gun" (Stanley)
7. "Black Diamond" (Stanley)
8. "Great Expectations" (Simmons, Ezrin)
9. "I Was Made For Lovin' You" (Stanley)
10. "Rock and Roll All Night" (Simmons, Stanley)

## Personal
- Paul Stanley - Guitarra rítmica, líder vocal y coro
- Gene Simmons - Bajo, líder vocal y coro
- Tommy Thayer - Guitarra solista y coros
- Peter Criss -  Batería, líder vocal y coro

Con
- La Orquesta Sinfónica de Melbourne
- Mark Opitz - Productor